# ژنوم ارون
ژنوم ارون (انگلیسی: Gnome et Rhône) شرکت هوافضای فرانسوی بود، که در سال ۱۹۱۵ تأسیس شد. در دوره بین دو جنگ، این شرکت توسط سهامدار عمده آن، پل لوئیس وایلر، به بزرگ‌ترین سازنده موتور هواپیما در اروپا تبدیل شد. در طول اشغال و در دهه ۱۹۵۰، این برند طیف وسیعی از دوچرخه‌ها را ایجاد کرد که بیشتر از دورالومین ساخته شده بودند، آلیاژی بسیار سبک.